# Бурака Сом Система
„Бурака Сом Система“ (Buraka Som Sistema) е електронна група в Лисабон, Португалия.
Популярна е като пионер в музикалния стил прогресивно кудуро, осъвременена версия на анголското кудуро. Групата е носител на различни награди, сред които награда на MTV за най-добра португалска група за 2008. Буквално името на групата означава Звукова система Бурака, като Бурака е името на административно поделение на град Амадора, част от Лисабонската агломерация.

## Развитие
Buraka Som Sistema е създадена през 2006 от Жоао Барбоса (Li'l John), Руй Пите (DJ Riot), Андро Карвальо (Conductor) и Калаф Анжело. Преди сформирането на групата Барбоса и Пите са продуценти, част от Cool Train Crew, проект, в който често участва и Калаф. Тримата решават да сформират собствена музикална формация, която да записва предимно кудуро. Същевременно се запознат с Карвальо, хип-хоп продуцент от Ангола и член на хип-хоп групата Conjunto Ngonguena, който се присъединява към Buraka Som Sistema.
Първият им запис е EP-то „From Buraka to the World“, издаден от португалската звукозаписна компания Enchufada. Изданието съдържа синглите „Yah!“ и „Wawaba“, които включват вокалите на анголската хип-хоп изпълнителка Пети (Petty). Част от песните в EP-то са включени в дебютния студиен албум на групата Black Diamond, който излиза през 2008. В албума е включен и сингълът „Sound of Kuduro“, записан съвместно с английската изпълнителка от тамилски произход M.I.A. и включена като бонус в нейния втори студиен албум „Kala“. Вторият сингъл от този албум е „Kalemba (Wegue Wegue)“ с вокалите на Pongolove, последва от „Aqui Para Vocês“ с Дейзи Тигрона.
След издаването на дебютното си EP групата започва да изнася концерти на множество фестивали, сред които Гластънбъри, Екзит, Сигет и Мелт.

## Дискография

### Студийни записи
| Година | Албум                                                                                         | Позиция в класация | Позиция в класация | Позиция в класация | Позиция в класация | Позиция в класация | Продажби                                                    | Сертификат |
| Година | Албум                                                                                         | Португалия         | Белгия             | Великобритания     | Русия              | Top World          | Продажби                                                    | Сертификат |
| ------ | --------------------------------------------------------------------------------------------- | ------------------ | ------------------ | ------------------ | ------------------ | ------------------ | ----------------------------------------------------------- | ---------- |
| 2006   | From Buraka to the World - първоначално издаден като EP - преиздаден като албум с бонус песни | —                  | —                  | —                  | —                  | —                  | - POR: —                                                    | - AFP: —   |
| 2008   | Black Diamond - първи студиен албум - издаден: ноември 2008                                   | 7                  | 54                 | —                  | 8                  | 9                  | - POR: 12 000+ - BEL: — - UK: — - RUS: 20 000+ - WW:40 000+ | - AFP:Gold |

### Сингли
| Година | Заглавие                                         | Позиция в класация | Позиция в класация | Позиция в класация | Позиция в класация | Позиция в класация | Албум                    |
| Година | Заглавие                                         | Португалия         | Великобритания     | Белгия             | Европейски съюз    | Русия              | Албум                    |
| ------ | ------------------------------------------------ | ------------------ | ------------------ | ------------------ | ------------------ | ------------------ | ------------------------ |
| 2007   | „Yah“                                            | 24                 | —                  | —                  | —                  | —                  | From Buraka to the World |
| 2007   | „Wawaba (v. 1.8)“                                | 30                 | —                  | —                  | —                  | —                  | From Buraka to the World |
| 2008   | „Sound of Kuduro“ featuring DJ Znobia, M.I.A.    | 29                 | —                  | —                  | —                  | —                  | Black Diamond            |
| 2008   | „Kalemba (Wegue Wegue)“                          | 1                  | —                  | —                  | 141                | 1                  | Black Diamond            |
| 2009   | „Aqui Para Vocês (с участието на Deize Tigrona)“ | 11                 | —                  | —                  | 278                | 11                 | Black Diamond            |